# Jordan B. Gorfinkel
Jordan B. Gorfinkel   (7 de juliol de 1967) també conegut com a Gorf, és un autor de còmics, dibuixant de diaris i productor d'animació i entreteniment multimèdia nord-americà. També és cantant a capella, sobretot amb els grups Beat'achon i Kol Zimra, i produeix música, vídeos i esdeveniments en directe.
Gorfinkel va ser editor de DC Comics durant gairebé una dècada on va gestionar la franquícia de Batman. Les seves incorporacions més destacades a l'univers de Batman inclouen Birds of Prey, que es va adaptar a una sèrie de televisió homònima del 2002, i una pel·lícula del 2020, i Batman: N Man's Land, que va servir d'inspiració per The Dark Knight Rises, i la temporada 5 de la sèrie de televisió Gotham.

## Còmics
Gorfinkel és el creador/escriptor/dibuixant de Everything's Relative, una tira còmica de diaris publicada setmanalment des de 1996 a molts mercats importants com Nova York, Minneapolis, Atlanta, Detroit i Baltimore. Durant la major part de la dècada de 1990, Gorfinkel va guiar la franquícia de còmics de Batman a DC Comics, coordinant publicacions, llicències i produccions de cinema i televisió amb els 60 anys d'història de l'Univers DC. El 1999 Gorfinkel va concebre i va dirigir la sèrie aclamada per la crítica i comercialment No Man's Land, serialitzada en diversos capítols setmanals a la major part de la línia Batman durant tot l'any natural. No Man's Land, va ser la inspiració bàsica per als mitjans de Batman més apreciats fora dels còmics... Batman Arkham City, Gotham, The New 52 i The Dark Knight Rises prenen prestats diversos elements argumentals i configuracions de personatges de la introducció i els volums d'acció creixents de la sèrie de còmics". També va concebre Birds of Prey, la sèrie de còmics més reeixida protagonitzada per dones des de Wonder Woman.
El 2015, Gorfinkel va publicar una novel·la gràfica original publicada per Penguin Random House titulada Michael Midas Champion. El gener de 2019, Gorfinkel va publicar la novel·la gràfica Passover Haggadah amb l'il·lustrador israelià Erez Zadok, publicada per Korenublishers Jerusalem.

## Avalanche Comics Entertainment
El 2007, Gorfinkel va fundar Avalanche Comics Entertainment LLC (ACE), que utilitza narracions il·lustrades per desenvolupar contingut d'entreteniment i marca corporativa. La companyia ha estat elogiada pel seu treball en el desenvolupament de còmics per a "Heroes Happen Here" de Microsoft.

## Música
Al juny de 2011, Gorf va llançar la cançó "MOT: Members of The Tribe" amb Sean Altman com a part del seu acte de comèdia musical "Simcha & Gorfinkel". La cançó destaca els contrastos en diferents nivells d'observació dins del judaisme. Fomenta la tolerància i el respecte.

## Museu Jueu de Múnic
El Museu Jueu de Munic va encarregar a Gorfinkel la creació d'una sèrie de la seva tira còmica de quatre panells Everything's Relative per a la seva exposició permanent. El director del museu, Bernard Purin, volia que "els visitants aprenguin sobre la vida, la història i la religió dels jueus locals. Va pensar que l'art del còmic seria una bona forma per tractar temes contemporanis i es va apropar a Gorfinkel el 2005". La història de deu dibuixos animats, mostrada en alemany i anglès, "explora la idea d'un jueu que torna a Alemanya a través del personatge Zayde, que visita Munic per primera vegada des del seu alliberament d'un camp de concentració".